# 外貌至上主義
外貌至上主義又稱外貌至上、外貌主義、外貌協會、外貌歧視或以貌取人，是一種社會現象，往往長相醜陋、顏值低下之人會受到歧視和不公正對待。外貌至上主義會严重影响這些人的恋爱、工作和其他领域的机会。各种场合均會遇到此類現象，例如约会、社会环境以及工作场所。与其他形式的歧视（如种族主义和性别歧视）相比，外貌歧视受到的关注较少，而且通常沒有受到法律保护。此類現象還有可能打擊一些外表不太有吸引力的人自尊心，导致這些人會非常消极。许多人會根据他人的外表对其进行判断，並影响之後人們對他人的反应，並且一个人的外貌吸引力对人們判断其能力有很大影响。对“美的就是好的”刻板印象的研究表明，总的来说，外表有吸引力的人會因此受益，外貌有吸引力的人被更积极地看待。此外還有研究表明，平均而言，外表有吸引力的人會有更多的朋友、更好的社交技能以及更积极的性生活。

## 词汇学
尽管“外貌至上主义”（lookism）这一术语是近年来才出现的，但世界各地的文化和传统历来都告诫人们不应过分看重外表：
以貌取人，犹如堕入佛教所谓“摩耶之幕”的迷障……从古至今，外貌至上主义始终引发普遍忧虑，因为他人容貌往往具有欺骗性——在情爱之事上尤甚；若凭外表作判断或行事，于私于公皆非明智之举。一神论宗教明令禁止以貌取人（“不可雕刻偶像”），古希腊罗马哲学与中世纪经院哲学亦对此多有批判。哲学怀疑论、斯多葛主义、犬儒主义、伊比鸠鲁学派及经院哲学家们，都曾提出种种理由告诫世人：要么规避表象之惑，要么将其置于次要地位。
“外貌至上主义”这一术语在1970年代因接受脂肪运动的兴起而逐渐流行。1978年，《华盛顿邮报》首次公开使用该词，并明确指出这是由肥胖群体创造的术语，用以指代“基于外貌的歧视”。目前该词已被收录于多部权威英语词典。 在语义上，“fatphobia”（肥胖恐惧症）、“teratophobia”（畸形恐惧症）、“cacophobia”（丑陋恐惧症）与“外貌至上主义”存在部分概念重叠。
20世纪90年代，史密斯学院在新生入学教育中使用“外貌至上主义”这一术语，警示学生这是一种“将个人外貌价值过度放大的压迫形式”

## 实证支持
根据麻省总医院心理学家南希·埃特科夫的研究，“我们正面临一个外貌至上主义最普遍却又最被否认的偏见时代”。安吉拉·斯托卡普（Angela Stalcup）援引多项研究指出：“有确凿证据表明，在西方文化中不仅存在美貌溢价现象，同时还存在着相貌平庸的惩罚机制。”当基于外貌的歧视演变为恐惧或外显的厌恶时，即构成丑陋恐惧症。这种心理现象有时会内化，从而形成自我指向而非对外排斥的病症特征。
针对新生儿的研究显示，出生仅14小时的人类婴儿就更倾向于注视有吸引力的面孔，而非缺乏吸引力的面容。 这种偏好甚至延伸至猫等非人类动物。 这些发现表明，外貌至上主义是人类视觉系统运作方式与生俱来的产物。
丹·艾瑞里的研究发现，美国女性在择偶时明显偏爱高个子男性，而矮个子男性若想被女性认为具有吸引力，其收入必须显著高于高个子男性。 另有研究表明，职场中的“美貌溢价”效应主要取决于外貌是否能提升工作效率——在需要大量人际互动的职业中，这种溢价效应尤为显著；而对于无需频繁人际接触的岗位，美貌带来的优势则微乎其微或根本不存在。
根据一项基于快速约会实验数据的研究显示，男性在选择伴侣时对外貌吸引力的重视程度显著高于智力水平。一项涵盖4,573名成年受试者的研究进一步证实：即便脱离择偶情境，外貌吸引力仍是男性评价女性时的最重要品质指标。
研究表明，外貌吸引力较高的个体因社交活动更为频繁，面临更高的犯罪受害风险——其过度的社会互动会显著增加危险情境的暴露几率。无论性别如何，出众的外貌吸引力同样会提升个体遭受性侵害的风险。

部分学者针对男同性恋群体中的这一现象进行了研究。根据托德·莫里森（Todd Morrison）2004年著作第117页的引述，作者米开朗基罗·西尼奥里莱（Michelangelo Signorile）在1997年对男同社群当代趋势的综述中，将“身体法西斯主义”定义为：
制定一套严苛的形体美学标准，迫使特定群体中的所有成员都必须遵从。任何不符合这些具体标准的人，都会被判定为缺乏身体吸引力与性魅力。在一种将肉体奉若圭臬并赋予其至高权力的文化中，身体法西斯主义不仅宣告那些无法达标者在性市场上贬值，更在极端情况下——有时被称为'外貌至上主义'——仅凭外在就判定一个人彻底失去存在价值。从这个意义上说，它与种族主义、性别歧视或恐同症别无二致......（第28页）
2020年10月，孟菲斯大学的一项研究探讨了教师外貌吸引力对学生教学评价的影响。
2021年一项关于酒店业佩戴口罩影响的研究进一步验证了既有发现：一线员工的外貌吸引力与顾客满意度存在显著相关性。研究发现，当酒店员工佩戴口罩时，其实际外貌对顾客满意度的影响显著减弱，使得外貌普通者与外貌出众者获得更为平等的评价。
2023年最新研究显示，在亲密伴侣暴力案件中，外貌出众的受害者相比外貌普通者被认为更具可信度。

## 政治领域的影响
外貌至上主义在政治领域的影响由来已久。英国报业素有通过漫画“毫不留情地夸大”政客外貌缺陷的传统，这一现象已持续数世纪。在1960年美国总统选举期间，普遍认为约翰·F·肯尼迪相较于理查德·尼克松更具传统魅力的外貌，帮助他在首次电视辩论中获得更高支持率。但最新研究对此提出质疑，有学者指出肯尼迪的外貌因素实际影响甚微乃至可以忽略不计。 更广泛的研究表明，在德国、加拿大、美国 和英国等国家，更具外貌吸引力的候选人往往能凭借外表优势获得更多选票，甚至在陷入丑闻时也更容易获得公众谅解。 就投票选择而言，外貌优势的选举效应并非在所有情境中均等显现。其影响主要凸显于以下三种情况：一是选民面临信息匮乏的选举（如缺乏媒体报道的无党派选举），因缺乏其他判断依据而更依赖外貌；二是采用“领先者当选”制的选举，选民需从众多候选人中单选一位；三是政党制度薄弱条件下以候选人个人魅力为中心的选举。
在政治领域，导致男性和女性气质被物化的变量有多重。学者夏洛特·胡珀（Charlotte Hooper）指出：“性别与阶级、种族和性取向等其他社会分野相互交织，形成了复杂的（性别化）身份等级体系”  。胡珀认为，诸如战争中的军事战斗等制度性实践，在很大程度上定义了男性气质的构成标准。此外，包含体育、媒体、时事等在内的象征维度，“传播了大量将西方男性气质与国家疆界之外的更广阔世界相联系的流行符号体系”。 胡珀指出，这正是外貌至上主义意识形态根深蒂固之处。无独有偶，劳拉·谢泼德（Laura Shepherd）提出，男性被要求通过特定行为方式、着装风格以及摒弃情感或任何女性化特质的思维模式，来适应这种“可理解性矩阵”；若他们成功塑造终极“男子汉”形象，便几乎能获得无可撼动的地位。然而，另有学者指出，若仅聚焦对这一政治场域中男性气质的显性分析，则难以对同一场域中的女性气质形成可靠解读。
以马德琳·奥尔布赖特2010年TED演讲《论女性与外交官身份》为例，她曾痛陈男性同僚和媒体评论员对其外貌的吹毛求疵。作为美国首位女性国务卿，奥尔布赖特在国内外舞台上都备受瞩目——从年龄、体重、发型到着装选择无不遭受苛刻审视；而具有讽刺意味的是，她自认为最重要的政策成就（发起G7会议、推动性别平等倡议等）却鲜少获得同等关注。 由于奥尔布赖特的整体形象不符合主流审美对“魅力女性”的狭隘定义，使得她在女性身份与外交官角色之间的平衡更为艰难。2005年《华盛顿邮报》一篇报道更具争议性：当国务卿康多莉扎·赖斯身着及膝黑靴现身德国威斯巴登军事基地时，竟被冠以“女支配者”的标签。 尽管报道本意是称赞赖斯“挑战了既定期待与假设” ，但有观点认为这种描述过度性化其形象，使公众注意力偏离其军事访问的实质意义。类似地，媒体常执着于报道希拉里·克林顿的“男性化套装”、朱莉娅·吉拉德的短发造型，而非这些女性的专业成就。阿拉斯加前州长、2008年共和党副总统候选人莎拉·佩林则因符合传统审美标准的外貌引发媒体狂热关注，佩林本人曾指出，这种对外貌的关注掩盖了她的政策主张与职业成就。

## 相关偏见形式
外貌至上主义已引发文化研究与经济学领域的双重学术关注。从文化研究视角看，该现象涉及基于外表的审美成见与文化刻板印象，以及与之交织的性别角色期待。经济学研究则聚焦以下问题：由外貌差异导致的收入差距，以及被同事视为美或丑的劳动者其工作效率的增减。由此衍生出与其他社会问题的关联，如种族歧视和年龄歧视（年轻优势）。审美观念还直接与社会阶层挂钩——拥有更多闲暇时间和财富的群体更有条件改善外貌。体重亦成为阶级标识：在发达国家，超重的低收入群体往往缺乏健身设备与健康饮食选择。以貌取人会降低个体自尊水平，导致消极自我认知。

## 伦理争议
在《以貌取人不公正吗？》一文中，路易斯·蒂耶（Louis Tietje）与史蒂文·克雷萨普（Steven Cresap）探讨了基于外貌的歧视在何种情况下可被合理判定为不公正。 研究者引用实证数据指出：“外貌处于全体工作者末9%的群体将遭受7%-9%的薪酬'惩罚'，而位居前33%的群体则可获得5%的'溢价'”。尽管承认此类歧视确实存在，但作者提出：这种偏见在人类历史中具有普遍性，审美判断本质上是一种生物适应性机制（而非文化建构）——它通过评估外貌健康程度来辅助择偶决策，并通过识别“友敌关系、威胁或机遇”来促进社会互动与生存竞争。作者进一步提出：若外貌吸引力能提升企业效益，则从纯利润导向的视角看，为此给予奖励具有合理性——因该特质与工作绩效相关，而歧视仅发生于评估无关特质时。此外，作者质疑纠正外貌歧视不公的实际可行性，包括如何判定此类不公确实发生。他们最终得出结论：此类歧视中不存在明确的不公正判定模型，立法干预亦不可行——“我们认为任何矫正美貌歧视的政策干预都缺乏正当性依据”。
《最美者生存》作者南希·埃特科夫提出，人类对吸引力的偏好深植于进化本能，试图阻止这种本能影响人类行为无异于“要求人们停止享受食物、性爱、新奇事物或爱情”。她进而论证道：“美貌以及因此获得的奖赏并非社会之恶。”

## 法律

### 美國
直到20世纪70年代，美国的一些法律還帶有外貌至上主義的痕跡。在许多司法管辖区設有丑陋法，根據法律，如果有人染上了令外表不雅观的疾病或毁容，這些人會被要求禁止前往公共场合。現今公平就业机会委员会认为极度肥胖人士要受美国残疾人法案保护，不得歧視。少数城市還出台法律保护人们免受基于外表的歧视。除此之外，没有任何联邦層面的法律保护人们免受基于外貌的歧视。

### 比利时
在2007年5月10日的《反歧视法》（Antidiscriminatiewet/Loi anti-discrimination）中，有一条规定提到，不允许人們因為他人的身体或其他特征而歧视他人。